# Мухин, Алесь Васильевич
Алексе́й (Але́сь) Васи́льевич Му́хин (род. 16 сентября 1976, Минск) — белорусский предприниматель, капитан команды в Клубе «Что? Где? Когда?». С 2009 года — ведущий телепередачи «Что? Где? Когда? в Беларуси» («Што? Дзе? Калі?»). Член жюри белорусского КВН.

## Биография
Окончил специализированную английскую школу. Затем окончил исторический факультет БГПУ по специальности «история и экскурсионно-краеведческая работа».
Работал директором парфюмерной компании. Затем до 20 февраля 2008 года был руководителем белорусского филиала «Евросети», управлял более чем сотней магазинов.
Управляет крупной компанией-дистрибьютором чая и кофе в Беларуси.

## Что? Где? Когда?
В 1992 году стал участником школьного кружка интеллектуальных игр. Затем играл в минской команде «АМО» и в её составе выигрывал многие турниры, проводящиеся в Беларуси.
В 1995—1999 годах команда Мухина участвовала в телевизионной игре «Брэйн ринг».
Один раунд провёл в качестве ведущего телеигры «Брэйн ринг» (7-я игра 1999 года).
В 2001 году начал играть в Элитарном клубе капитаном команды «Молодых звёзд», дебютную игру провёл 15 декабря 2001 года в зимней серии (его команда выиграла решающий раунд и вышла в финал серии). В финале весенней серии игр 2004 года получил «Хрустальную сову». Обладатель почётного звания «Лучший капитан Клуба» (2005).
В 2009 году стал ведущим и основателем телеклуба «Что? Где? Когда? в Беларуси».
В 2017 году, после ухода Ильи Новикова из клуба, был собран новый состав команды, выступавший до 2021 года. В феврале 2022 сразу несколько игроков команды, в том числе Николай Крапиль и Денис Лагутин, объявили о прекращении своего участия в играх Первого канала.
22 сентября 2018 году вёл игру «Что? Где? Когда?» на фестивале «Московское долголетие» на ВДНХ, в 2019 году — 2 января Новогодние игры, 7 и 8 сентября в День города, в 2020 году — 5 января Новогодние игры на Тверской улице с гостями и жителями Москвы.
30 июня 2019 года, в финале летней серии игр, стал двукратным обладателем «Хрустальной совы».
27 декабря 2020 года команда Алеся Мухина получила награду «Хрустальное гнездо», как лучшая команда юбилейного сезона. Тем самым Алесь Мухин стал трёхкратным обладателем «Хрустальной совы».

## Личная жизнь
С июля 1996 года женат, воспитывает двоих сыновей и дочь.